# آنا نیکول اسمیت
آنا نیکول اسمیت (انگلیسی: Anna Nicole Smith؛ با نام تولد ویکی لین هوگان؛ ۲۸ نوامبر ۱۹۶۷ – ۸ فوریهٔ ۲۰۰۷) مدل، بازیگر و شخصیت تلویزیونی آمریکایی بود. او کارش را در مارس ۱۹۹۲ با مجلهٔ پلی‌بوی آغاز کرد و برندهٔ عنوان ۱۹۹۳ پلی‌میت سال شد. او بعدها مدل شرکت‌های پوشاک، از قبیل گس و اچ اند ام شد.
اسمیت در سال ۱۹۸۴ دبیرستان را رها کرد، در سال ۱۹۸۵ ازدواج کرد و در سال ۱۹۹۳ طلاق گرفت. در سال ۱۹۹۴، ازدواج دوم او با میلیاردر ۸۹ ساله، جی. هوارد مارشال، که به‌شدت عمومیت پیدا کرد، منجر به این گمانه‌زنی شد که اسمیت به‌خاطر پولش با او ازدواج کرده‌است، اما اسمیت این ادعا را رد کرد. مرگ مارشال در ۱۹۹۸، کشمکش حقوقی مفصلی را بر سر املاک مارشال به وجود آورد. این پرونده در سال ۲۰۰۶ با پیروزی اسمیت پایان یافت.
در سپتامبر ۲۰۰۶، فرزند ۲۰ ساله اسمیت بر اثر مصرف مواد مخدر درگذشت و در همان ماه، اسمیت فرزند دیگری را به دنیا آورد. اسمیت در فوریهٔ ۲۰۰۷ در هالیوود، فلوریدا  به‌دلیل مسمومیت بر اثر مصرف مواد مخدر ترکیبی درگذشت.

## ازدواج جنجالی
ازدواج جنجالی وی با هوارد مارشال که یک میلیاردر نود ساله و صاحب یکی از عظیم‌ترین کارتلهای نفتی جهان بود، در حالی که اختلاف سن آن دو به ۶۷ سال می‌رسید، باعث به وجود آمدن این شائبه در افکار عمومی آمریکایی‌ها می‌شد که وی در اوج زیبایی و جوانی تنها به خاطر پول و ثروت حاضر به تن دادن با ازدواج با پیرمردی نود ساله شده‌است. اما وی همواره این مسئله را رد و پدیدآمدن عشق را نامربوط به اختلاف سنی می‌دانست. مرگ هوارد مارشال نود ساله تنها کمتر از یک سال و رسیدن میلیاردها دلار از ارثیه و ثروت وی به آنا نیکول اسمیت، شکایت فرزندان میلیاردر پیر و خانواده‌هایشان به دادگاه‌های آمریکا از وی و نهایتاً صدور حکم دادگاه عالی ایالات متحده آمریکا به نفع آنا نیکول اسمیت به عنوان همسر قانونی وی، موضوع تمام نشدنی رسانه‌های آمریکا بود که وی را به شهرت جهانی رساند.